# 伊波利特·泰納
伊波利特·阿道夫·泰纳（法語：Hippolyte Adolphe Taine，發音：[ipɔlit adɔlf tɛn]，1828年4月21日—1893年3月5日），法國評論家與史學家，實証史學的代表。

## 著作
他著有文學史及文學批評《拉封丹及其寓言》（1854）、《英國文學史》（1864-69），《評論集》、《評論續集》、《評論後集》（1858、65、94）

### 哲學
在哲學方面有《十九世紀法國哲學家研究》（1857），《論智力》（1870）

### 歷史
在歷史方面有《現代法國的起源》十二卷（1871-94）

### 藝術批評
在藝術批評方面有《義大利遊記》（1864-66）及《藝術哲学》。

### 未完成
列在計畫中而沒有寫成的作品有《論意志》及《現代法國的起源》的其他各卷，專論法國社會與法國家庭的部分。

## 外部連結
- Hippolyte Taine的作品  - 古騰堡計劃
- 互联网档案馆中伊波利特·泰納的作品或与之相关的作品
- 來自伊波利特·泰納的LibriVox公共領域有聲讀物
- Works by Hippolyte Taine, at Hathi Trust
- Johns Hopkins Guide to Literary Theory (Article on Taine)
- Obituary (from The Times)